# Bengt Lindström

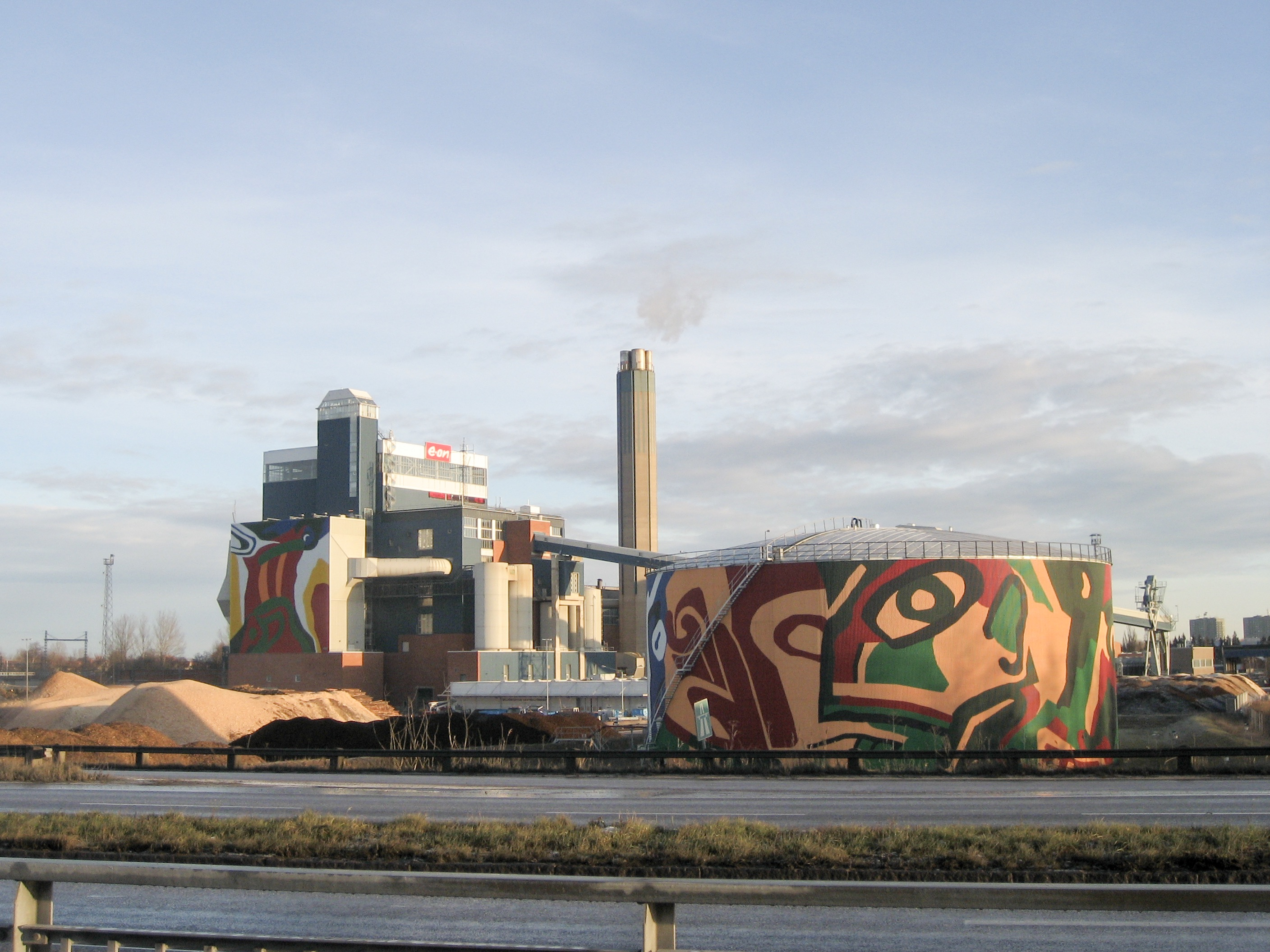
Pintura mural de Bengt Lindström en Åbyverket, Örebro, Suecia.

Bengt Karl Erik Lindström (3 de septiembre de 1925, Berg Municipality - 29 de enero de 2008) fue un artista sueco. Lindström fue uno de los artistas suecos más reconocidos de su generación con un estilo característico dominado por el uso de ciertos colores, a menudo referenciando rostros contorsionados. 

## Biografía
Lindström nació en 1925 en Storsjö kapell, Härjedalen, Suecia. En 1944, se marchó a Estocolmo a estudiar bajo la dirección del sueco Isaac Grünewald. En 1948, se trasladó a París, donde estudió con los franceses André Lhote y Fernand Léger. Permaneció en Francia, concretamente en Savigny sur Orge, durante el resto de su carrera artística. Fue padre de dos hijos, Alexandre y Marianne. Lindström falleció en el 2008 en Njurunda, Suecia.
Lindström es probablemente más popular por sus intervenciones en espacios abiertos, tales como pinturas murales y esculturas megalíticas. Una de sus más famosas esculturas es la Escultura-Y ubicada en Midlanda Airport al norte de Sundsvall, Suecia.